# Reine
Pour les articles homonymes, voir Reine (homonymie) et Queen (homonymie).

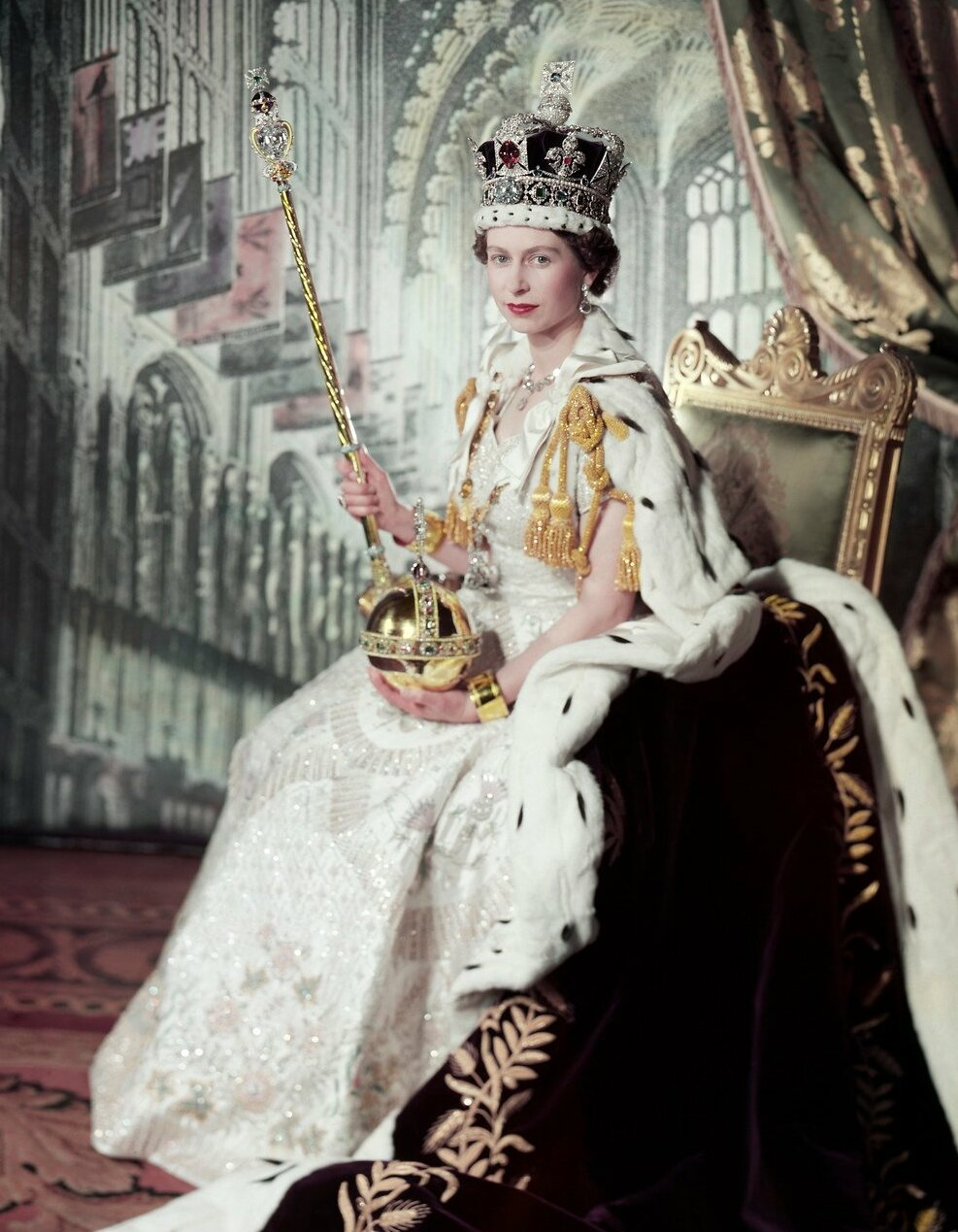
Élisabeth II, reine du Royaume-Uni et des autres royaumes du Commonwealth de 1952 à 2022, détient le record du plus long règne d’une reine régnante au monde, avec plus de 70 ans sur le trône.

Une reine est une femme qui porte ce titre dans une monarchie. Ce titre peut désigner soit une monarque régnante, soit l'épouse d'un roi. Il s'agit de l'équivalent féminin de roi. Le mot « reine » vient du latin rēgīna, qui signifie « princesse » ou « grande dame ».
Une reine régnante est une femme qui exerce effectivement le pouvoir souverain sur un royaume. Elle accède généralement au trône par succession héréditaire, souvent à la suite du décès du souverain précédent, qui est souvent un membre de sa famille proche, comme un parent. Un pays dirigé par une reine régnante est appelé un royaume, au même titre que s’il était dirigé par un roi. Par exemple, Elizabeth Ire, Victoria ou Élisabeth II furent des reines régnantes du Royaume-Uni. Au Pays-Bas, une succession de trois reines a régné sur le pays : Wilhelmine, Juliana et Beatrix.
Une reine consort est l'épouse d’un roi. Elle porte le titre de reine, mais ne détient aucun pouvoir politique ou souverain. Son rôle est essentiellement cérémoniel et symbolique. Par exemple, Camilla, épouse du roi Charles III, est une reine consort.
Le mari d’une reine régnante ne porte presque jamais le titre de roi. Par exemple, le mari de la reine Élisabeth II, Philippe Mountbatten, duc d’Édimbourg, n’a jamais été appelé roi, il était appelé « prince consort », pour montrer que seule sa femme règne, car théoriquement, dans les monarchies, un roi est hiérarchiquement « supérieur » à une reine. Le titre officiel de « roi consort » est extrêmement rare ; en Espagne, seul François d'Assise de Bourbon, époux de la reine Isabelle II, a porté ce titre.

## Régence
Dans l’histoire européenne, notamment du Moyen Âge au XIXe siècle, lorsque l’héritier du trône était mineur, il arrivait que la reine mère soit désignée comme régente jusqu’à la majorité de l’héritier. Cette régence reposait sur son statut royal préexistant, garanti par le sacre, et sur son dévouement aux intérêts de l’enfant-roi, lui conférant une légitimité supérieure à celle d’autres prétendants comme les princes du sang,.